# 彭胜昔
彭胜昔（1920年12月—2009年4月26日），男，江西永新人，中华人民共和国政治人物，曾任江西省建委副主任，江西省人大常委会副主任。